# Constantin Dăscălescu
Constantin Dăscălescu (2. juli 1923 – 16. maj 2003) var Folkerepublikken Rumæniens sidste premierminister i 1982–89.
Efter den rumænske revolution blev han fængslet i fem år, men blev senere løsladt af helbredsårsager. 